# Campeonato Português de Hóquei em Patins de 1973–74
O Campeonato Português de Hóquei de Patins de 1973-74 foi a 33ª edição do principal escalão da modalidade em Portugal.
O SL Benfica conquistou o título de campeão nacional pela 12.ª vez, superiorizando-se na fase final do apuramento do campeão.

## Equipas Participantes
| Zona Norte         | Zona Norte          |                     | Zona Sul      | Zona Sul |
| Equipa             | Localidade          | Equipa              | Localidade    |          |
| ------------------ | ------------------- | ------------------- | ------------- | -------- |
| Infante de Sagres  | Porto               | Sporting CP         | Lisboa        |          |
| FC Porto           | Porto               | SL Benfica          | Lisboa        |          |
| Carvalhos          | Pedroso             | CUF                 | Barreiro      |          |
| AD Valongo         | Valongo             | CD Paço de Arcos    | Paço de Arcos |          |
| Académico do Porto | Porto               | GDS Cascais         | Cascais       |          |
| UD Oliveirense     | Oliveira de Azeméis | AD Oeiras           | Oeiras        |          |
| AD Sanjoanense     | São João da Madeira | CF Estremoz         | Estremoz      |          |
| GDC Fânzeres       | Fânzeres            | Belenenses          | Lisboa        |          |
| Beira-Mar          | Aveiro              | Sporting Tomar      | Tomar         |          |
| Estrela e Vigorosa | Porto               | Juventude Salesiana | Estoril       |          |

## Classificação

### 1.ª Fase

#### Zona Norte
| Pos | Equipa             | J  | V  | E | D  | GM  | GS  | Diff | Pts | Qualificação/Despromoção |
| --- | ------------------ | -- | -- | - | -- | --- | --- | ---- | --- | ------------------------ |
| 1   | Infante de Sagres  | 18 | 15 | 2 | 1  | 137 | 49  | +88  | 50  | Apuramento do Campeão    |
| 2   | FC Porto           | 18 | 14 | 2 | 2  | 127 | 50  | +77  | 47  | Apuramento do Campeão    |
| 3   | AD Sanjoanense     | 18 | 10 | 3 | 5  | 112 | 63  | +49  | 41  | Apuramento do Campeão    |
| 4   | Académico do Porto | 18 | 8  | 5 | 5  | 81  | 75  | +6   | 39  | Apuramento do Campeão    |
| 5   | AD Valongo         | 18 | 9  | 3 | 6  | 59  | 58  | +1   | 38  |                          |
| 6   | Beira-Mar          | 18 | 8  | 1 | 9  | 77  | 106 | -29  | 35  |                          |
| 7   | GDC Fânzeres       | 18 | 7  | 1 | 10 | 79  | 85  | -6   | 33  |                          |
| 8   | Carvalhos          | 18 | 5  | 3 | 10 | 70  | 79  | -9   | 31  | Play-off de Despromoção  |
| 9   | UD Oliveirense     | 18 | 2  | 2 | 14 | 59  | 136 | -77  | 24  | II Divisão               |
| 10  | Estrela e Vigorosa | 18 | 0  | 2 | 16 | 50  | 148 | -98  | 20  | II Divisão               |

#### Zona Sul
| Pos | Equipa              | J  | V  | E | D  | GM  | GS  | Diff | Pts | Qualificação/Despromoção |
| --- | ------------------- | -- | -- | - | -- | --- | --- | ---- | --- | ------------------------ |
| 1   | Sporting CP         | 18 | 15 | 1 | 2  | 113 | 58  | +55  | 49  | Apuramento do Campeão    |
| 2   | SL Benfica          | 18 | 14 | 2 | 2  | 155 | 65  | +90  | 48  | Apuramento do Campeão    |
| 3   | AD Oeiras           | 18 | 12 | 1 | 5  | 103 | 66  | +37  | 43  | Apuramento do Campeão    |
| 4   | CD Paço de Arcos    | 18 | 7  | 6 | 5  | 73  | 59  | +14  | 38  | Apuramento do Campeão    |
| 5   | Juventude Salesiana | 18 | 8  | 3 | 7  | 100 | 65  | +35  | 37  |                          |
| 6   | GDS Cascais         | 18 | 8  | 1 | 9  | 82  | 83  | -1   | 36  |                          |
| 7   | CUF                 | 18 | 6  | 5 | 7  | 89  | 96  | -7   | 35  |                          |
| 8   | CF Estremoz         | 18 | 5  | 2 | 11 | 77  | 109 | -32  | 30  | Play-off de Despromoção  |
| 9   | Belenenses          | 18 | 3  | 2 | 13 | 55  | 100 | -45  | 26  | II Divisão               |
| 10  | Sporting Tomar      | 18 | 0  | 1 | 17 | 47  | 193 | -146 | 19  | II Divisão               |

### 2.ª Fase

#### Apuramento do Campeão
| Pos | Equipa             | J  | V  | E | D  | GM | GS | Diff | Pts | Qualificação/Despromoção   |
| --- | ------------------ | -- | -- | - | -- | -- | -- | ---- | --- | -------------------------- |
| 1   | SL Benfica         | 14 | 12 | 1 | 1  | 74 | 28 | +46  | 39  | Taça dos Campeões Europeus |
| 2   | Infante de Sagres  | 14 | 6  | 6 | 2  | 49 | 30 | +19  | 32  |                            |
| 3   | Sporting CP        | 14 | 8  | 0 | 6  | 56 | 44 | +12  | 30  |                            |
| 4   | AD Oeiras          | 14 | 6  | 2 | 6  | 53 | 55 | -2   | 28  |                            |
| 5   | CD Paço de Arcos   | 14 | 5  | 4 | 5  | 43 | 49 | -6   | 28  |                            |
| 6   | FC Porto           | 14 | 6  | 2 | 6  | 63 | 48 | +15  | 28  |                            |
| 7   | AD Sanjoanense     | 14 | 2  | 2 | 10 | 29 | 59 | -30  | 20  |                            |
| 8   | Académico do Porto | 14 | 2  | 1 | 11 | 28 | 82 | -54  | 19  |                            |

Nota: A Fase Final do Campeonato Nacional da 1ª Divisão, que seria disputada por representantes do Campeonato Metropolitano, Campeonato Angolano e Campeonato Moçambicano, foi anulada devido à Revolução do 25 de Abril e à consequente alteração da situação política das antigas colónias, que passariam a ser independentes de Portugal; Na altura da revolução, estava a decorrer a 1ª Fase do Campeonato Metropolitano da 1ª Divisão (Zonas Norte e Sul): assim, decidiu-se que a fase final do Campeonato Nacional (previsto para Novembro, em Luanda) seria anulada e que da fase final do Campeonato Metropolitano da 1ª Divisão, se apuraria o campeão português da época 1973/74.
| Campeão Nacional 1973/1974 |
| -------------------------- |
|                            |
| Benfica 12.° Título        |